# Özge Kayalar
Özge Kayalar (* 1996 in Berlin) ist eine deutsche Schauspielerin und Synchronsprecherin.

## Leben
Özge Kayalar besuchte ab 2016 nach ihrem Abitur diverse Workshops für die Aus- und Weiterbildung zur Moderatorin, Schauspielerin und Synchronsprecherin. Seit 2019 wird sie regelmäßig als Synchronsprecherin gebucht.

## Sprechrollen (Auswahl)

### Serien
- 2019: Tinka und die Königsspiele für Josephine Højbjerg (als Tinka) (24 Episoden)
- 2020: Vampires für Oulaya Amamra (als Doina Radescu) (6 Episoden)
- 2020: White Lines für Kassius Nelson (als Anna (jung)) (9 Episoden)
- 2021: Hometown Cha-Cha-Cha für Mina Shin (als Yoon Hye-jin) (16 Episoden)
- 2021–2024: Navy CIS: Hawaiʻi für Yasmine Al-Bustami (als Lucy Tara) (22 Episoden)
- seit 2022: The Gilded Age für Amy Forsyth (als Caroline 'Carrie' Astor) (6 Episoden)
- 2022–2024: Halo für Olive Gray (als Dr. Miranda Keyes) (9 Episoden)
- 2022: Moon Knight für May Calamawy (als Layla El-Faouly) (5 Episoden)
- 2023: Kaleidoskop für Soojeong Son (als Liz Kim) (3 Episoden)
- 2023: The Nanny’s Secrets für Mariel Molino (als Elena Santos) (10 Episoden)
- 2023: Star Wars: Ahsoka für Ivanna Sakhno (als Shin Hati) (8 Episoden)
- 2024: Meisterdetektiv Ron Kamonohashi für Yōko Hikasa (als Amamiya) (13 Episoden)
- seit 2024: Fallout für Ella Purnell (als Lucy) (8 Episoden)

### Filme
- 2019: Yes, God, Yes – Böse Mädchen beichten nicht für Gabriella Garcia (als Glue Girl)
- 2020: Run Hide Fight für Sahara Ale (als Dawn)
- 2020: The Violent Heart für Rayven Symone Ferrell (als Wendy)
- 2021: American Boogeyman – Faszination des Bösen für Alexandra Scott (als Lisa)
- 2021: The Colour Room für Heather Forster (als Nancy)
- 2021: Night Teeth für Nandy Martin (als Brittany)
- 2021: Vivo – Voller Leben für Gloria Calderon Kellett (als Stage Manager)
- 2022: Der Spinnenkopf für BeBe Bettencourt (als Emma)
- 2022: Über mir der Himmel für Ji-young Yoo (als Sarah)
- 2022: Suzume no Tojimari für Aimi (als Miki)
- 2023: Scream VI für Liana Liberato (als Quinn Bailey)
- 2023: What’s Love Got to Do with It? für Sajal Aly (als Maymouna)
- 2023: Murder Mystery 2 für Zurin Villanueva (als Imani)
- 2023: Spider-Man: Across the Spider-Verse für Ayo Edebiri (als Glory)